# Robert Lemm
Robert Lemm (Rotterdam, 7 mei 1945) is een Nederlands vertaler uit het Spaans en een reactionair katholiek auteur.

## Vertaler
Als hispanist vertaalde hij vele boeken uit het Spaans. In 1979 ontving hij de Martinus Nijhoff Vertaalprijs voor zijn vertalingen van Latijns-Amerikaanse literatuur, waaronder Octavio Paz (Het labyrint der eenzaamheid), Pablo Neruda (Ik beken ik heb geleefd), José Donoso (Obscene nachtvogel) en in het bijzonder voor de vertaling van Concierto Barroco van Alejo Carpentier.
Later vertaalde hij werk van Jorge Luis Borges, Fray Luis de León, Johannes van het Kruis, Miguel de Unamuno, Juan Donoso Cortés, Joseph de Maistre, Léon Bloy, Leopoldo Marechal, Giovanni Papini en René Girard.

## Katholiek
Lemm debuteerde in de literaire tijdschriften Soma en Maatstaf, waar hij schreef over Latijns-Amerikaanse literatuur. In de jaren zeventig schreef hij voor Vrij Nederland en Het Parool en van later dateren zijn bijdragen in het tijdschrift De Tweede Ronde. Verder schreef hij meerdere werken waarin hij op polemische wijze het vooruitgangsgeloof, de Verlichting, de mensenrechten, het liberalisme, het socialisme en de democratie bekritiseert.
Lemm is traditioneel katholiek en een van de grote voorstanders van de erkenning van de Amsterdamse Mariaverschijningen en de daarmee samenhangende verering van de 'Vrouwe van alle Volkeren'. Na Gerard Reve werd hij in De Staatskrant 'de laatste grote katholieke historiserende schrijver' genoemd. Teksten en interviews van Robert Lemm verschenen geregeld in het wekelijks verschijnende Katholiek Nieuwsblad, het katholiek-conservatieve maandblad Catholica en in Bitter Lemon.

## Werken
Biografisch werk:
- 1991: De Literator als Filosoof - de innerlijke biografie van Jorge Luis Borges
- 2002: Vloekgezant; Léon Bloy contra Friedrich Nietzsche
- 2006: Emanuel Swedenborg

Overige werken (niet compleet):
- 1981: Bloedjas, schandkroniek van de Latijns-Amerikaanse dictator
- 1985: Heimwee naar het heden, de gouden eeuw in de Spaans-Amerikaanse roman
- 1989: Ochtend van Amerika, de Indiaanse wereld van vóór Columbus en de Spaanse veroveringen van de zestiende eeuw
- 1991: Optocht der dictators, portretten van Latijns-Amerikaanse heerszucht
- 1991: De innerlijke biografie van Jorge Luis Borges, de literator als filosoof
- 1993: De Spaanse Inquisitie
- 1995: Een literatuur van verwondering, essays
- 1996: Ontijdige bespiegelingen, essays over traditie en modernisme in de literatuur
- 1997: Geschiedenis van Spanje, 1e druk, 1998, 2e druk
- 1996: Eldorado, het goud en de utopie
- 1999: Ziel van vlees en bloed, Miguel de Unamuno
- 2000: De kruisgang van het Christendom, over de ondergang van het christendom
- 2003: De Vrouwe van alle Volkeren, Amsterdamse verschijningen van bovennatuurlijke oorsprong
- 2002: De teloorgang van het geweten, essays, kanttekeningen bij de geest van de tijd
- 2002: Maranatha, de ridder en de draak
- 2005: Die Spanische Inquisition
- 2004: Een grote paus (over Johannes Paulus II)
- 2006: Goed fout; relaas van een Spaanse falangist
- 2007: Geschiedenis van Spanje
- 2007: Paus Benedictus XVI en de opkomst van Eurabia
- 2008: Maria; haar geheime evangelie; nieuwe en oude documenten onthuld
- 2009: Operatie Phoenix, de autobiografie van Raúl Reyes
- 2010: Borges como filósofo
- 2011: De jezuïeten, hun opkomst en hun ondergang
- 2012: Miguel de Unamuno, de ziel van Spanje, kerngedachten en uitspraken, tweetalig
- 2013: De woede van Vlaanderen, samen met Mohamed El-Fers
- 2013: Eén Rembrandt voor vijfentwintig levens, het overlevingsverhaal van David Cohen
- 2013: Bloedjas, portretten van Latijns-Amerikaanse heerszucht
- 2013: De authentieke reactionair, handorakel van de filosoof Nicolás Gómez Dávila, tweetalig
- 2014: Essays over de ziel
- 2015: Het tragisch levensgevoel in de mensen en de volkeren, van Miguel de Unamuno
- 2016: De innerlijke biografie van Jorge Luis Borges, 3e herziene en aangevulde druk
- 2016: One Rembrandt for 25 Jews
- 2016: Lawrence, heraut van het kalifaat
- 2017: "Valse Schaamte", waarom Maria niet in Nederland mocht verschijnen
- 2017: "Het labyrint van de filosofie"
- 2017: "Paus Franciscus, man van de dialoog"
- 2019: "Heilige Oorlog", de hartverscheurende strijd van de Mexicaanse cristeros
- 2019: "Honderd Jaar Agnesparochie", kroniek van een Amsterdamse kerk
- 2020: "De Spaanse Inquisitie, tussen geschiedenis en mythe", 2e uitgave
- 2020: "Die Spanische Inquisition, Geschichte und Legende", 3e uitgave
- 2020: "Geschiedenis van Spanje", 5e aangevulde druk
- 2020: "Het verhaal van mijn leven" (hertaling van de Apologie), van John Henry Newman
- 2023: Desengaño, de wereld is niet voor verbetering vatbaar
- 2025: Martin Ros & Robert Lemm, Briefwisseling

- Bibliothèque nationale de France: cb13750510h (data)
- Digitale Bibliotheek voor de Nederlandse Letteren: lemm009
- Gemeinsame Normdatei: 114606080
- International Standard Name Identifier: 0000 0000 2887 2581
- Library of Congress Control Number: n85354874
- Nederlandse Thesaurus van Auteursnamen: 069073848
- Virtual International Authority File: 39556400
- WorldCat: E39PBJktqtmtdxKpGtRhVPTyh3